# Victor Vilain
Victor Jean Joseph Vilain (Elouges, 7 december 1861 - Thuin, 8 januari 1944) was een Belgisch volksvertegenwoordiger en burgemeester.

## Levensloop
Vilain promoveerde tot doctor in de rechten en vestigde zich als advocaat in Thuin.
Hij werd in 1895 gemeenteraadslid en schepen van Thuin en was er burgemeester van 1896 tot 1921.
Eind 1918 werd hij liberaal volksvertegenwoordiger voor het arrondissement Thuin in opvolging van de tijdens de Eerste Wereldoorlog overleden Raoul Warocqué en vervulde dit mandaat tot aan de wetgevende verkiezingen van 16 november 1919.